# Gastrimargus wahlbergii
Gastrimargus wahlbergii är en insektsart som först beskrevs av Carl Stål 1873.  Gastrimargus wahlbergii ingår i släktet Gastrimargus och familjen gräshoppor. Inga underarter finns listade i Catalogue of Life.